# Bataille de Refugio
 (juin 2011).
Si vous disposez d'ouvrages ou d'articles de référence ou si vous connaissez des sites web de qualité traitant du thème abordé ici, merci de compléter l'article en donnant les références utiles à sa vérifiabilité et en les liant à la section « Notes et références ».
Révolution texane
Batailles
- Gonzales
- Concepción
- Grass Fight
- Béxar
- San Patricio
- Agua Dulce
- Fort Alamo
- Refugio
- Coleto
- San Jacinto

La bataille de Refugio est une bataille de la révolution texane qui s'est produite entre le 12 et le 15 mars 1836, opposant 148 insurgés texans face à 1 500 soldats réguliers mexicains.

## Déroulement de la bataille

### Le 12 mars
Les Texans se retranchent à l'abri des obus mexicains qui pilonnent les positions adverses depuis 6 heures du matin. Les Texans séparent leurs troupes en trois petits corps. Le premier retranché, le deuxième à couvert dans les bois pour tendre une embuscade et le troisième en deuxième ligne au cas où les Mexicains sauraient comment dénicher les Texans de leurs tranchées.
L'assaut commence vers 10 heures et se termine par une repousse complète du premier bataillon mexicain engagé comme éclaireur.

### Les 13 et 14 mars
Les Mexicains redoublent d'ardeurs et continuent à attaquer les positions retranchées des Texans, mais à chaque fois ils se font prendre par les flancs par le petit groupe d'une centaine d'homme dissimulés dans les bois à l'avant des positions texanes.

### Le 15 mars
Les troupes mexicaines savent maintenant que des soldats sont dissimulés dans les bois alors la nuit une troupe de voltigeurs va anéantir les cent soldats couverts par la forêt. Le matin, vers 9 heures, les Mexicains attaquent les positions texanes avec 1 500 hommes. La première ligne tombe et la deuxième, manquant de moral, sombre dans la déroute. Finalement, les Mexicains remportent la victoire mais à un prix effroyable : 300 morts ou blessés contre 250 morts du côté texan[Passage contradictoire].